# Chaudes-Aigues

Chaudes-Aigues este o comună în departamentul Cantal, Franța. În 1 ianuarie 2022 avea o populație de 814 de locuitori.